# 朱子堼
封丘溫和王朱子堼（1436年—1502年），明朝周藩第二代封丘王，封丘康懿王朱有熅的庶長子。

## 生平
正統十三年（1448年）五月，獲賜名子堼。六月，封鎮國將軍。景泰六年（1455年）十月，獲給歲祿千石，米鈔中半兼支。成化五年（1469年）十一月，襲封封丘王。
弘治十五年（1502年）十月，朱子堼去世，享年六十七歲，諡號溫和。并与王妃赵氏合葬在开封城南四十馀里处的洪福冈。十年後，庶第五子朱同鉻襲爵。

## 家庭

### 妻
- 趙氏，初冊為鎮國將軍夫人[8]

### 妾
- 梁氏，梁升之女，生朱同鉻[6]
- 蔡氏，樂婦，生朱同𬫷、朱同䤭[9]

### 子
- 庶三子：鎮國將軍朱同𬫷[10]
- 庶四子：鎮國將軍朱同䤭[11]
- 庶五子：鎮國將軍→封丘僖順王朱同鉻[7]